# Санта-Мария-ин-Провенцано
Санта-Мария-ин-Провенцано, или Инсигне-Коллегиата ди Санта-Мария-ин-Провенцано (итал. Santa Maria in Provenzano, L'Insigne Collegiata di Santa Maria in Provenzano — Прославленная коллегиальная церковь Святой Марии в Провенцано) — римско-католическая коллегиальная церковь (общины секулярных каноников), расположенная в городе Сиена, на площади Провенцано-Сальвани, в районе Терца-Камоллия, к юго-западу от базилики Сан-Франческо, Тоскана, Италия. Церковь, посвящённая Деве Марии, была построена для особо почитаемой скульптуры Мадонны XIV века под названием «Наша заступница» (Advocata nostra), которой приписывали чудеса и в честь которой ежегодно 2 июля проводится знаменитое Палио. Церковь расположена в районе Провенцано, где когда-то находились дома семьи знаменитого сиенского военачальника XIII века Провенцано Сальвани, упомянутого Данте Алигьери в «Божественной комедии» (Чистилище. XI, 121—142).

## История
Легенда гласит, что на внешней стене одного из домов района было помещено изображение из эмалевой терракоты (майолики), изображающее Пьету (Деву Марию, скорбящую над телом Христа). Рассказывали также, что неверие сиенцев побудило Мадонну отказаться от покровительства городу, что привело к окончательному покорению Сиены императором Священной Римской империи Карлом V и его флорентийскими союзниками. Cкульптура Мадонны ди Провенцано была разбита. Якобы это произошло в 1552 году в результате случайного или дерзкого выстрела испанского солдата из оккупационной армии императора. Аркебузир, возможно, ради шутки, выстрелил в священный образ, оставив нетронутым бюст Мадонны, но уничтожив остальную часть. Позднее солдат либо умер, либо раскаялся в содеянном. Скульптура же стала объектом почитания жителями, сначала в качестве возмещения за святотатственный жест, а позднее потому, что Мадонне приписывали несколько чудес, признанных в 1594 году, названном «годом чудес». В тот же день, благодаря одобрению папы Климента VIII и сиенских городских магистратов, было решено построить новое большое святилище, в котором можно было бы хранить священный образ: строительные работы начались 24 октября 1595 года, когда был заложен фундамент.
Фердинандо I Медичи, великий герцог Тосканский, поручил проект Дамиано Скифардини, сиенскому монаху из Чертозы во Флоренции, который изначально координировал работы и создал проект здания. Однако, учитывая расстояние, на котором находился Скифардини, в 1594 году архитектор Фламинио Дель Турко взял на себя руководство работами. Церковь была освящена 16 октября 1611 года архиепископом Сиены Камилло Боргези. 23 октября следующего года торжественная процессия, которая прошла по всем улицам Сиены, перенесла почитаемый образ Мадонны Провенцано внутрь святилища. Церковь была освящена в честь «Посещения Девой Марией святой Елизаветы» (Visitazione della Beata Vergine Maria a santa Elisabetta). Чудотворный образ, вначале находившийся в эдикуле на стене дома рядом, в этот день был внесён в церковь.
Почитание Мадонны Провенцано сделало святилище истинным центром веры города. В 1634 году папа Урбан VIII присвоил святилищу титул «Signo Collegiata» (Коллегиальной церкви), в которой богослужения совершались капитулом каноников под председательством настоятеля. На всей территории Сиенской архиепархии капитул Провенцано должен был уступать по достоинству только капитулу Митрополичьего собора. 1 ноября 1681 года статуя Мадонны была украшена «императорской» короной, подаренной сиенским кардиналом Флавио Киджи, племянником папы Александра VII, который короновал изображение от имени капитула собора Святого Петра в Ватикане. В 1806 году драгоценный образ был покрыт серебром.

## Архитектура
Церковь представляет собой одно из первых зданий, построенных в Сиене после Тридентского собора. Литургическая и архитектурная структура отражает требования Контрреформации. Здание имеет план латинского креста с одним просторным нефом, восьмиугольным куполом и трибуной на пересечении нефа и трансепта. Главный фасад, разделённый пилястрами на три части и на два яруса с сильно выступающими карнизами и завершающийся раскрепованным треугольным фронтоном. В центре портал увенчан арочным фронтоном и прямоугольным окном, а по сторонам расположены четыре ниши со статуями святых Ансана, Виктора, Екатерины и Бернардина Сиенского.

## Интерьер
Оформление интерьера также отражает постановления Тридентского собора. Паруса купола расписаны фресками начала XVIII века и изображают четырёх святых покровителей Сиены: Ансана, епископа Савино, Витторе, Крещенцио. Над входной дверью в сакристию находится картина работы Франческо Ванни 1595 года с изображением святых. Вдоль стен центрального нефа сохранились четыре больших картины XIX века работы художников Луиджи Боски и Джованни Бруни, изображающие эпизоды из жизни Девы Марии: «Рождество Марии», «Посещение Марией Святой Елизаветы», «Представление Иисуса в храме» и «Коронование Девы Марии».
На колоннах трансепта установлены четыре позолоченных деревянных ангела со свечами, приписываемых Доменико Арригетти, известному как «il Cavedone», и датируемых первыми десятилетиями XIII века.
Главный алтарь — работа Фламинио дель Турко, строительство которого заняло двадцать четыре года, между 1617 и 1631 годами. В верхней части находится бюст Мадонны ди Провенцано XV века, окружённый скульптурами серебряных ангелов работы Джованни Баттисты Кверчи. Также из серебра у подножия статуи Мадонны находятся статуи Святой Екатерины и Святого Бернардина Сиенского. Над главным алтарём, в верхней части апсиды, выставлена драгоценнейшая красная бархатная ткань, расшитая золотой нитью, на которой изображены регалии папы Александра VII, умершего в 1667 году и бывшего последним сиенским папой.
В алтарях боковых капелл также имеются произведения живописи XVII—XVIII веков. В первой капелле слева находится алтарная картина с изображением «Видения Святой Екатерины мученичества Святого Лаврентия» (1685) работы Дионисио Монторселли. Картина вначале находилась в бывшей сиенской церкви Сан-Лоренцо, которая была разрушена. На втором алтаре слева находится деревянное распятие XIX века.
Во втором боковом алтаре справа, в конце трансепта, находится картина с изображением святых Екатерины Сиенской и Екатерины Александрийской работы Франческо Рустичи, известного как Рустикино, а также картина «Благовещение» работы Джандоменико Маненти. Алтарь принадлежал семье Вентури и находился под покровительством Мальтийского ордена.
Во втором алтаре слева (алтаре Петруччи), в конце левого трансепта, находится монументальное деревянное Распятие XIX века, а также статуи Трёх скорбящих и ценная дарохранительница из дерева и полихромного мрамора, работа сиенской мастерской XVIII века.
В здании капитула, оформленным в XVII веке, находится «Оплакивание мёртвого Христа» Алессандро Казолани — оригинальное Распятие, которое отшельник и проповедник Брандано (Бартоломео да Петро́йо) использовал в своих проповедях.

## Галерея

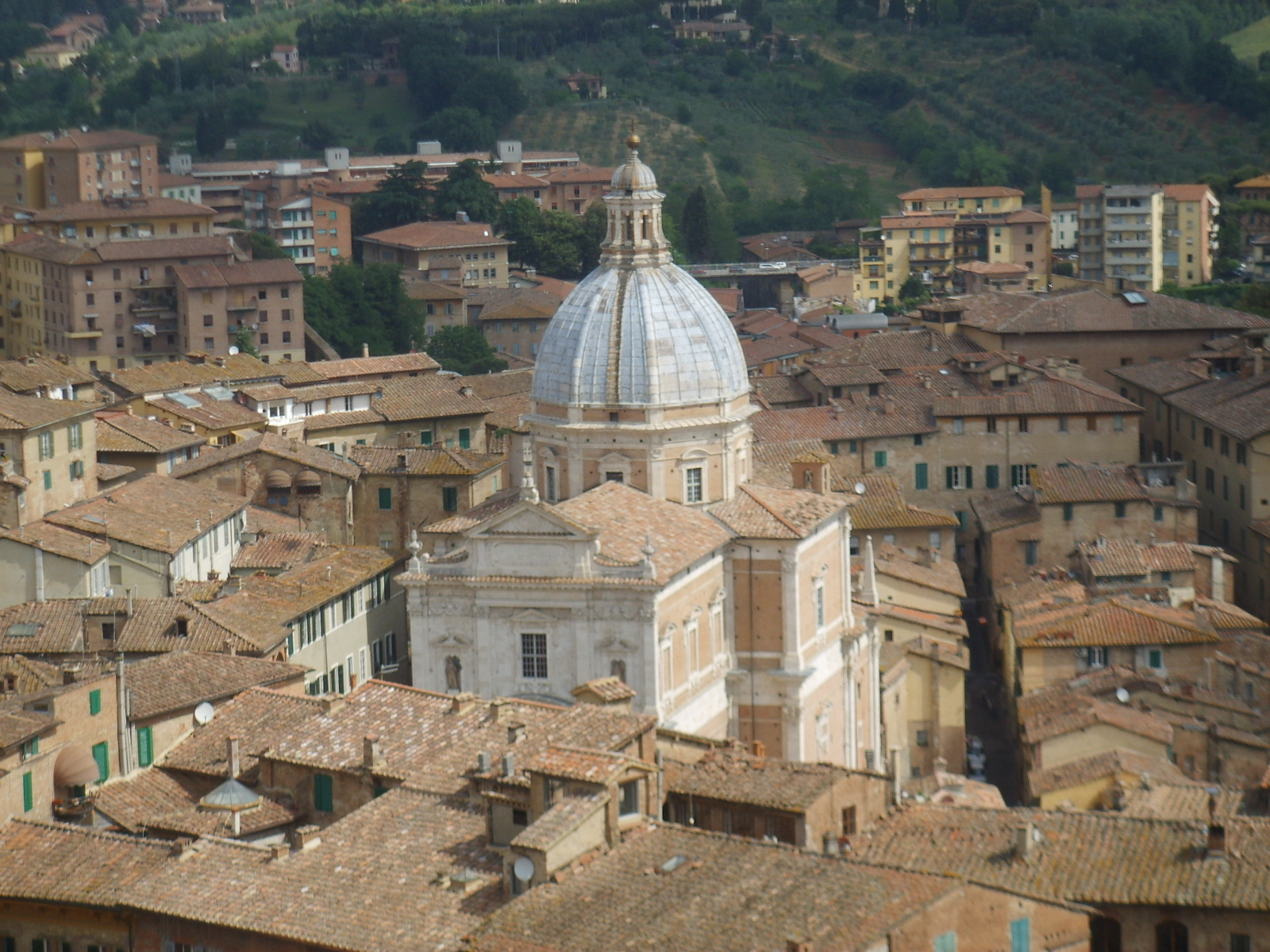
Панорамный вид
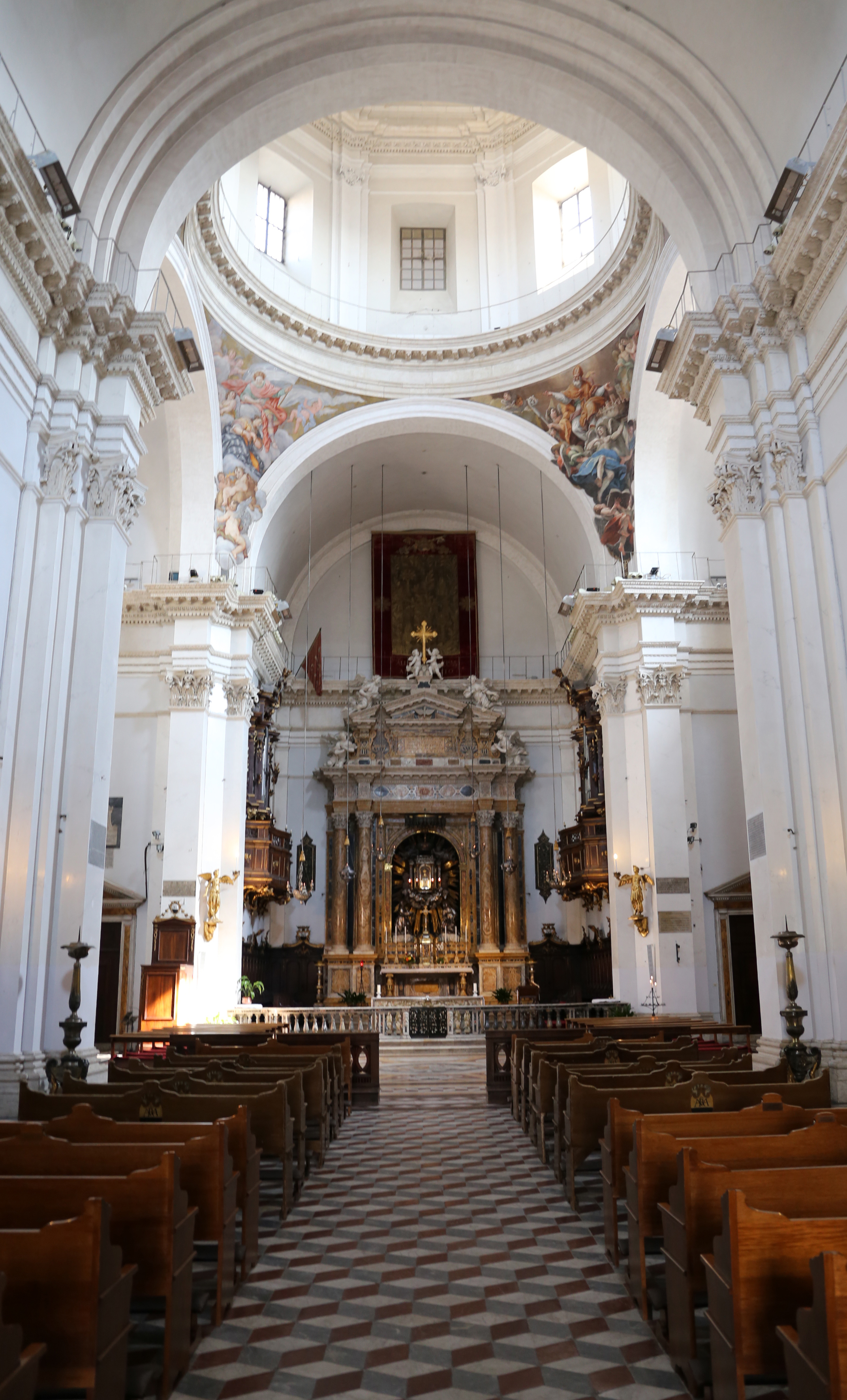
Интерьер
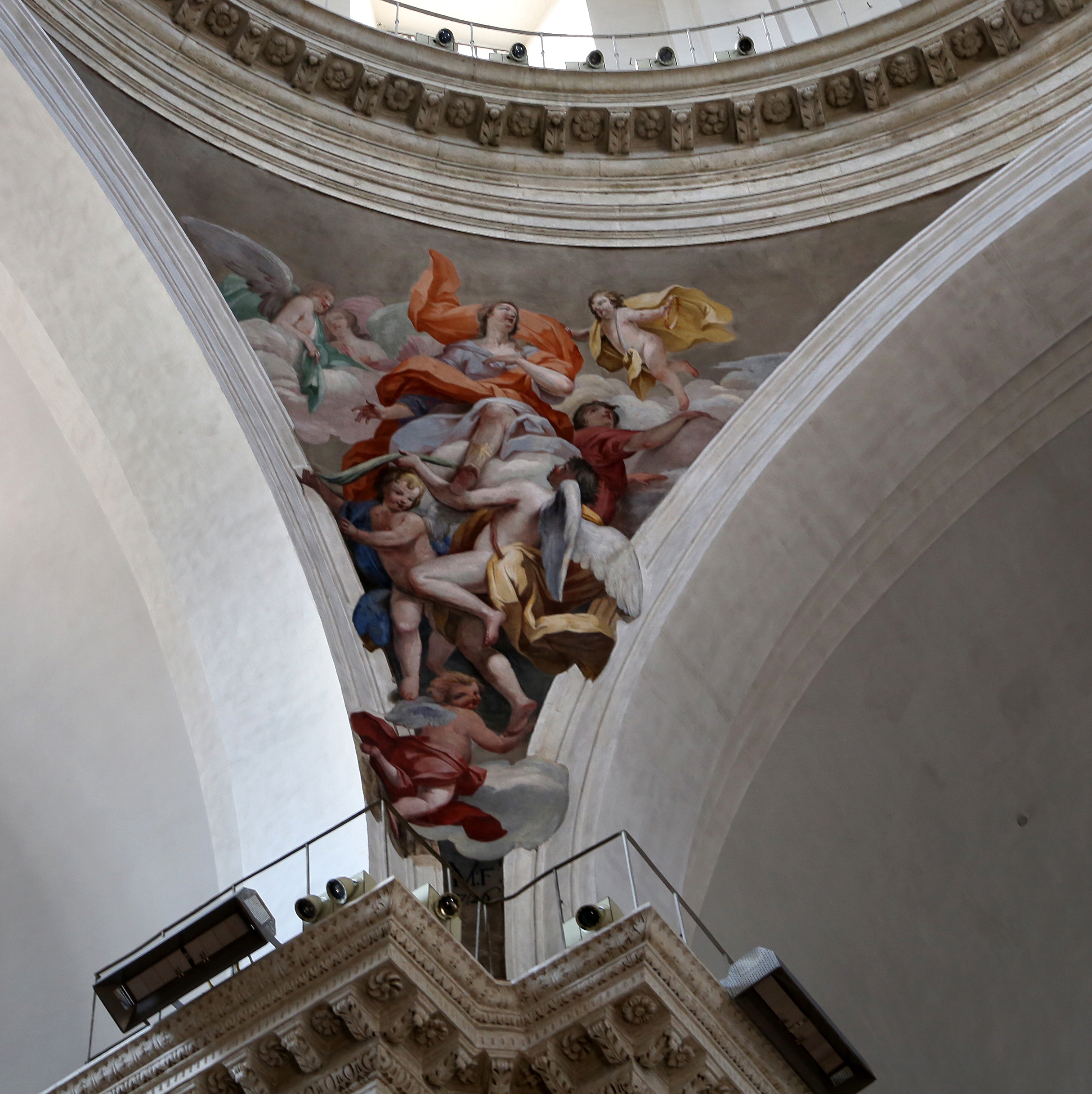
Гальгано Перпиньяни. Роспись пандатива (паруса). 1715-1726
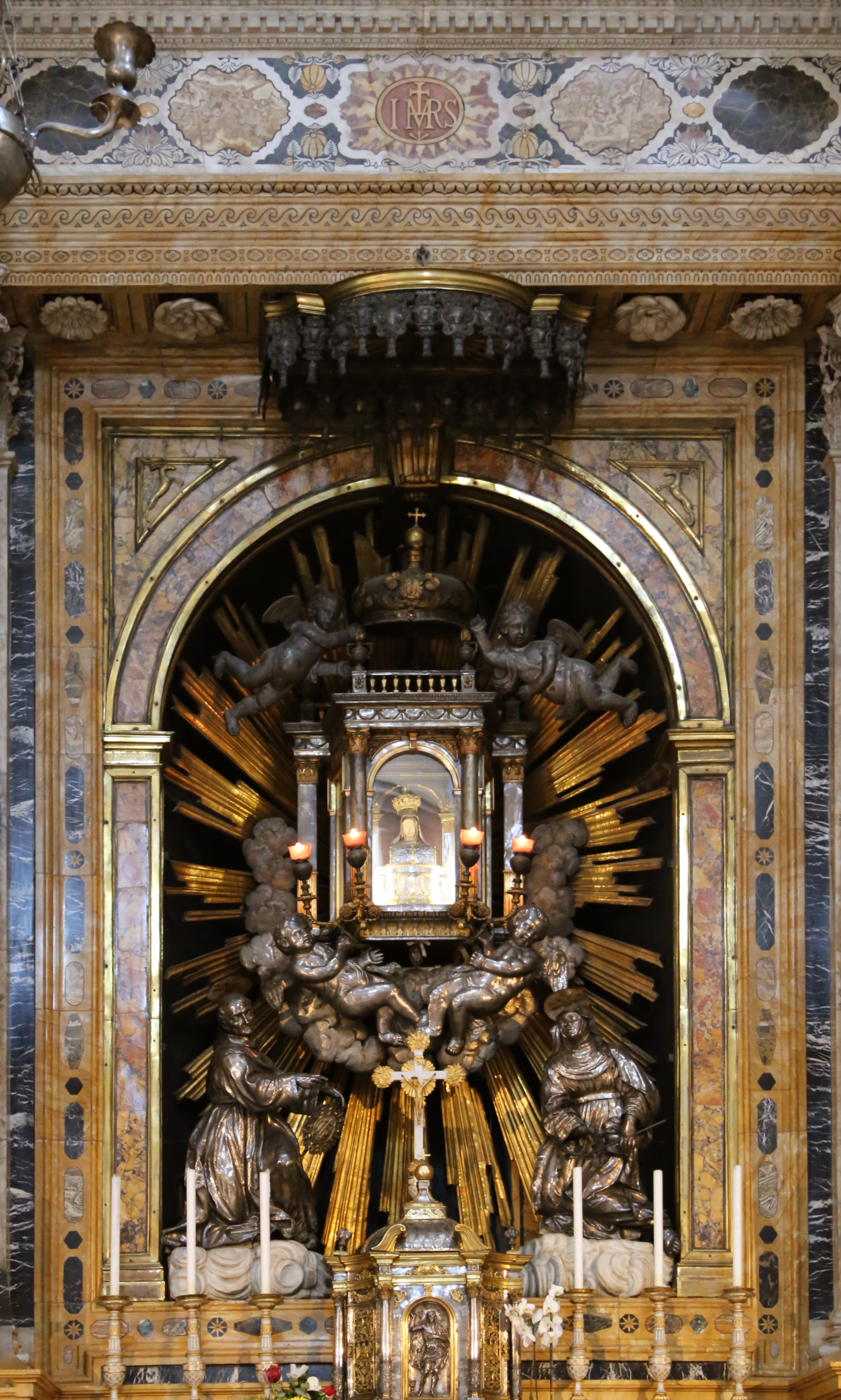
Фламинио дель Турко. Главный алтарь. 1617-1631
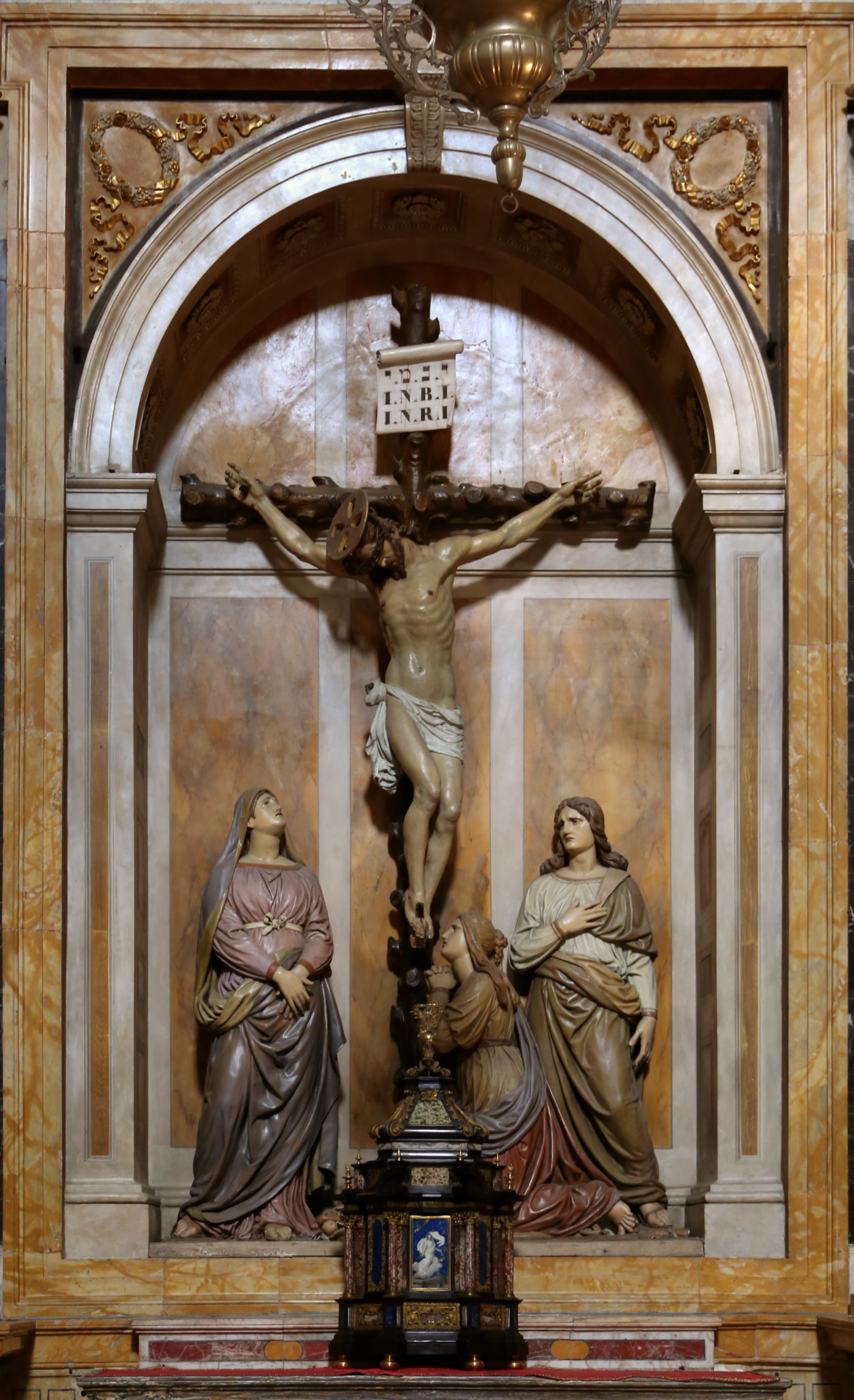
Алтарь Петруччи. Распятие. XIX в.
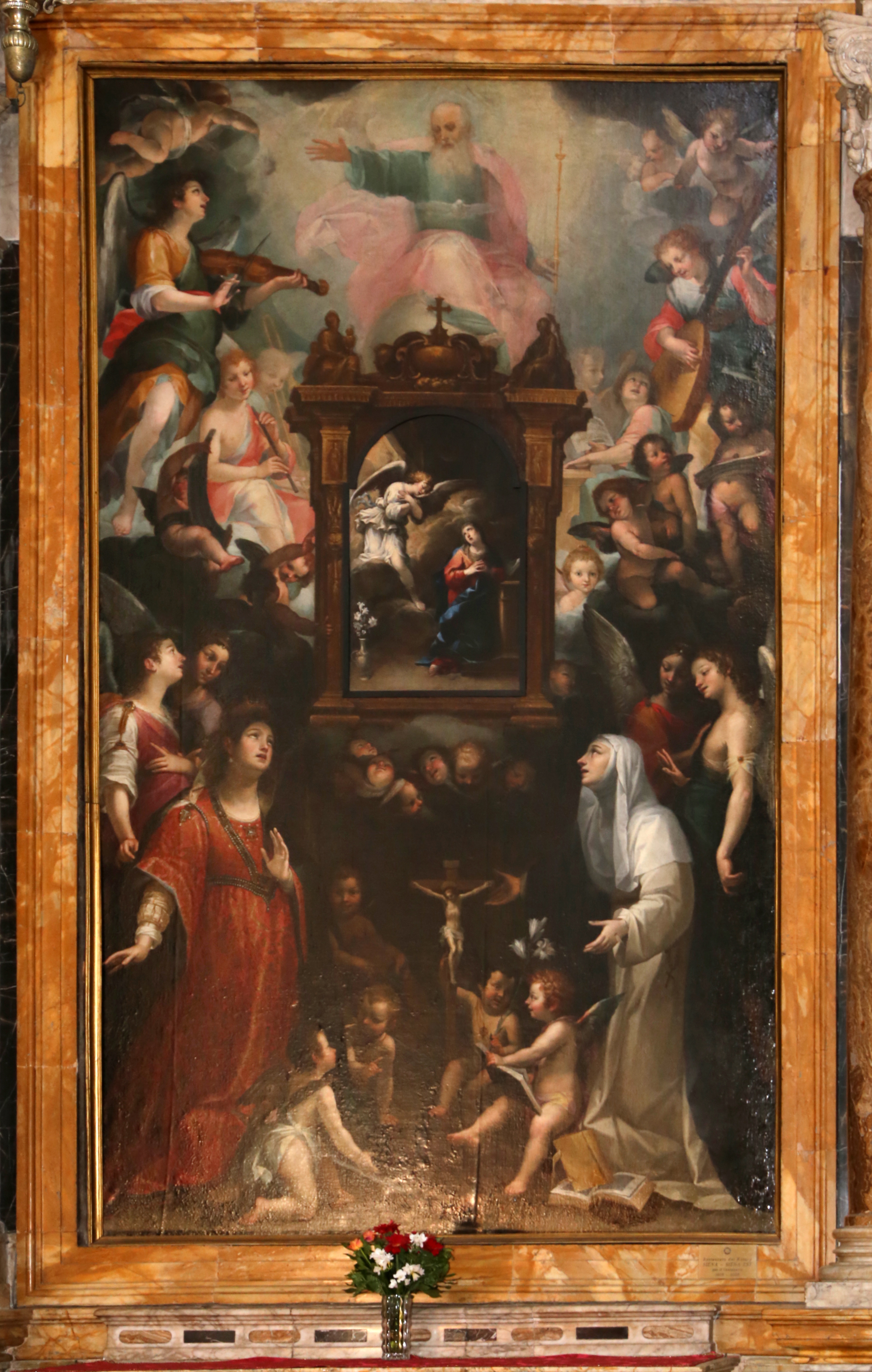
Франческо Рустичи (Рустикино). Алтарь Вентури. Святые Екатерина Сиенская и Екатерина Александрийская поклоняются Благовещению Девы Марии
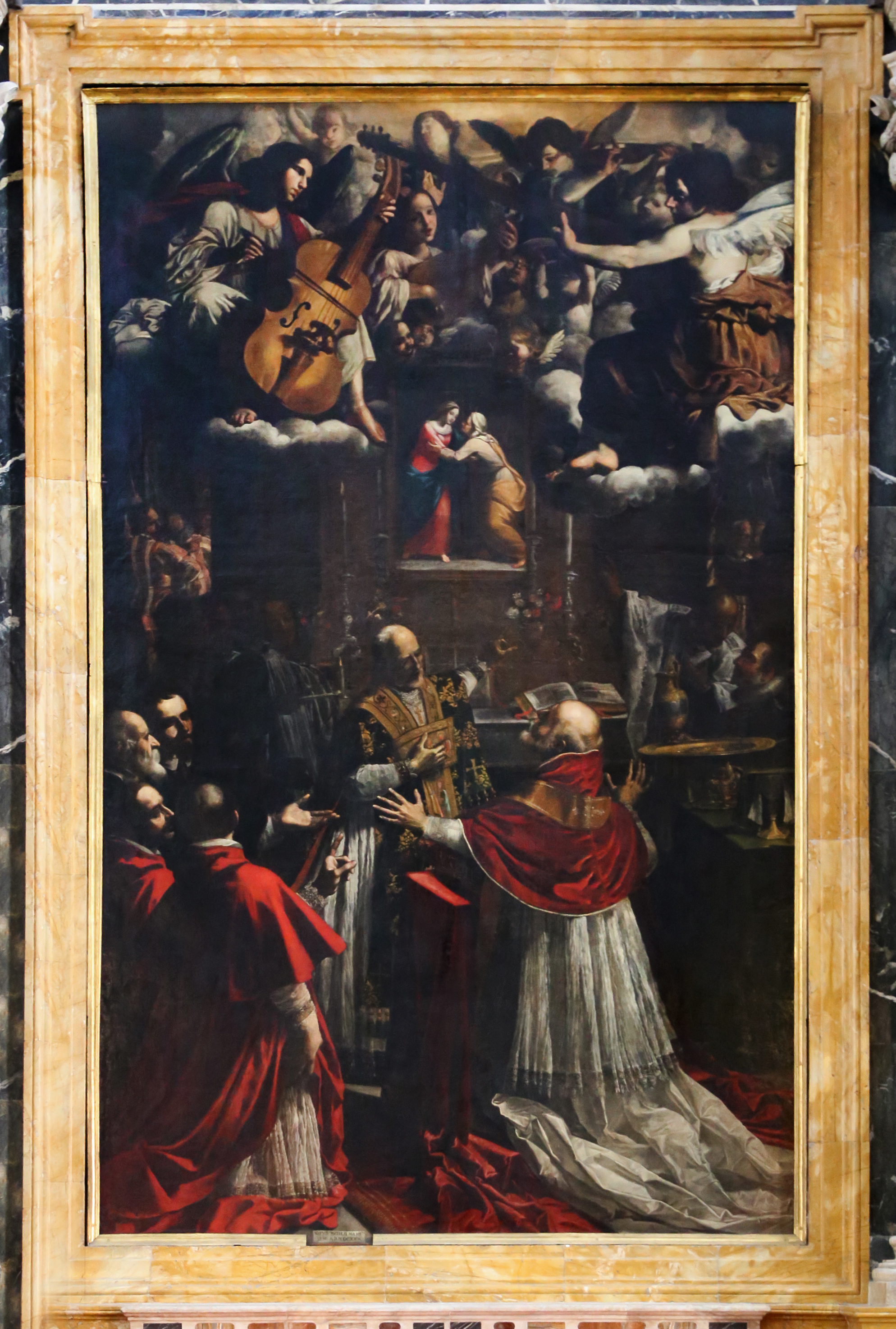
Рутилио Манетти. Алтарь Пикколомини. Месса Святого Чербоне
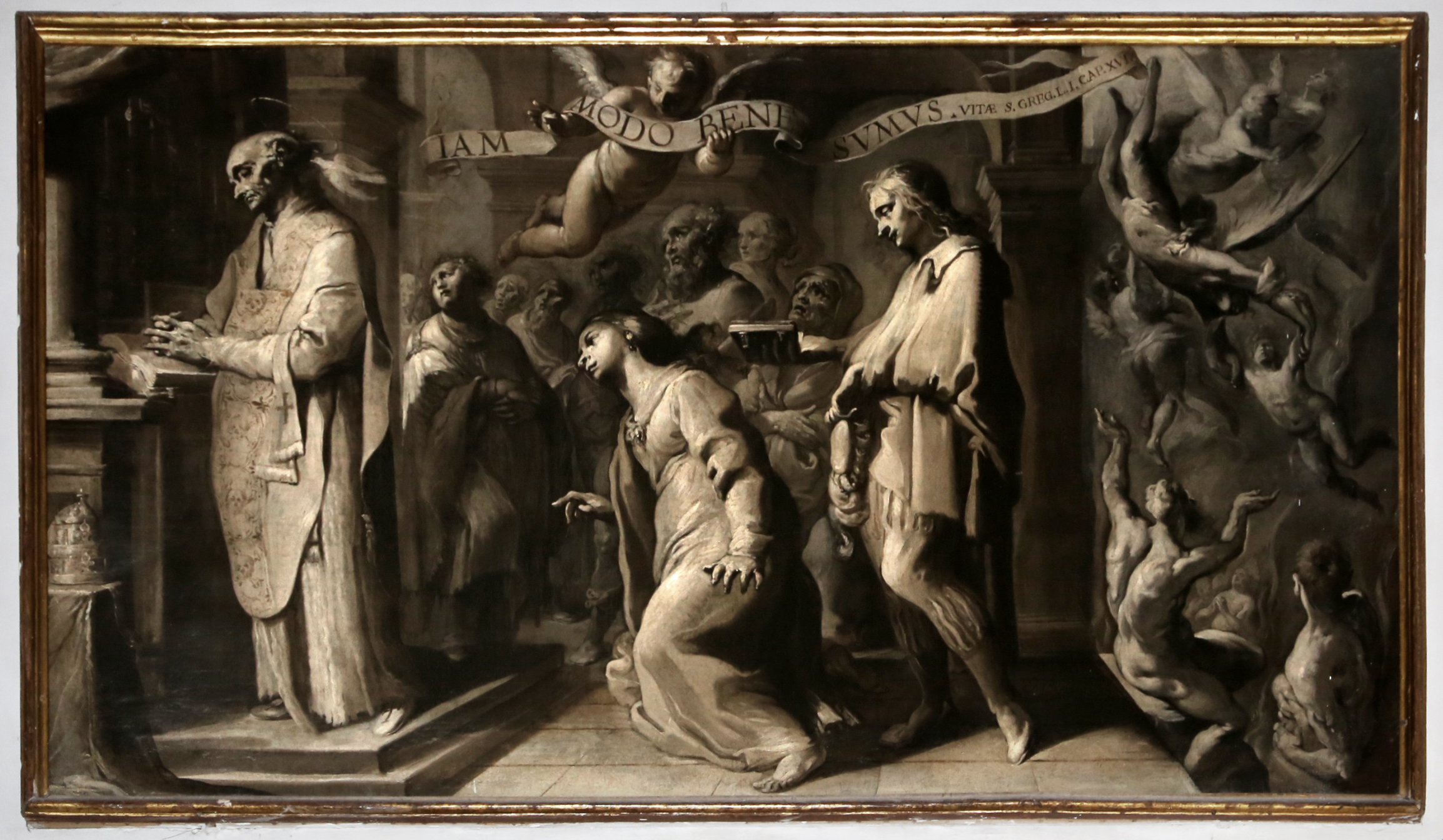
Бернардино Мей. Месса Святого Григория Великого